# Meringopus turanus
Meringopus turanus là một loài tò vò trong họ Ichneumonidae.